# Family Plan
Family Plan (conocida en España como Acampa como puedas) es una película de comedia y familiar de 1997, dirigida por Fred Gerber, escrita por Paul Bernbaum, musicalizada por Lee Holdridge, en la fotografía estuvo John Fleckenstein y los protagonistas son Leslie Nielsen, Judge Reinhold y Eddie Bowz, entre otros. El filme fue realizado por Viacom Productions, se estrenó en octubre de 1997.

## Sinopsis
Luego del fallecimiento de un hombre que administraba un campamento de verano para chicos, su yerno quiere cerrarlo y hacer un resort de verano de lujo. No obstante, el amigo del difunto, Harry, tiene una idea para evitar que el campamento desaparezca.